# Hawaii légykapó
A hawaii légykapó  (Chasiempis sandwichensis) a madarak osztályának verébalakúak (Passeriformes) rendjébe és a császárlégykapó-félék (Monarchidae) családjába  tartozó faj.

## Előfordulása
Az Amerikai Egyesült Államokhoz tartozó Hawaii szigetek területén honos.

## Alfajai
- Chasiempis sandwichensis sclateri - (Ridgway, 1882)
- Chasiempis sandwichensis ibidis - (Stejneger, 1887)
- Chasiempis sandwichensis sandwichensis - (J. F. Gmelin, 1789)
- Chasiempis sandwichensis bryani - (H. D. Pratt, 1979)
- Chasiempis sandwichensis ridgwayi - (Stejneger, 1887)

## Életmódja
Kis kíváncsi madár. Tápláléka szinte kizárólag rovarokból és pókokból áll.

## Szaporodása
Szaporodási ideje januártól júniusig tart. Kis csésze alakú fészkét fűből fonva készíti. Fészekalja 2 tojásból áll, melyet 18 napon keresztül költ.